# Parafia św. Jana Chrzciciela w Pamięcinie
Parafia Świętego Jana Chrzciciela w Pamięcinie – parafia rzymskokatolicka, znajdująca się w diecezji kaliskiej, w dekanacie Kalisz I.